# Artemidóros z Trallu
Titos Klaudios Artemidóros (starořecky Τίτος Κλαύδιος Ἀρτεμίδωρος–Titos Klaudios Artemidóros) byl olympijský vítěz v pankrationu v roce 69.
Titos Klaudios Artemidóros z Trallu na 212. olympijských hrách v roce 69 zvítězil v pankrationu v ten samý den v mladší i starší věkové kategorii (ageneioi) a také v kategorii mužů. Tento výkon jej zařadil mezi nejslavnější sportovce starověku. Pankration se v Olympii zavedl na 33. hrách v roce 648 př. n. l. Byl to zápas, při kterém byly dovoleny všechny zápasnické chvaty, údery pěstí, kopání a vykrucování údů.
Starověký autor Pausaniás o Artemidórovi uvádí: "Odvahu rhodského zápasníka překonal Artemidóros rodem trallský. Artemidóros se totiž spletl pokud šlo o vítězství v pankrationu mezi chlapci v Olympii, příčinou tohoto omylu byl jeho velmi mladý věk. Když ale nadešla doba her, kterou uspořádali Ionové ze Smyrny, byl už tak silný, že přemohl v ten samý den nejen svých olympijských soupeřů v pankrationu, ale i chlapce zvané bezvousí, a do třetice i muže, kteří byli nejlepší. S bezvousými se prý pustil do zápasu na vyzvání cvičitele, ale do boje s muži ho vyprovokovala urážka závodníka v pankrationu. Mezi muži získal Artemidóros olympijské vítězství během dvě stě dvanácté olympiády. "